# Graphania vexata
Graphania vexata là một loài bướm đêm trong họ Noctuidae.